# Nothoprocta curvirostris
Nothoprocta curvirostris е вид птица от семейство Тинамуви (Tinamidae).

## Разпространение
Видът е разпространен в Еквадор и Перу.